# Концептуалізм
Концептуал́ізм (від лат. conceptus — думка, поняття) — напрямок філософії, доктрина, що бере початок з середньовічної схоластики,   згідно з якою пізнання проявляється разом з досвідом, але не виходить безпосередньо лише з досвіду, є основною теоретичною засадою концептуального мистецтва.

## У філософії
Представники — П'єр Абеляр, Іоанн Солсберійский, Іоанн Дунс Скот та ін. У новий час до позицій концептуалізму був близький Джон Локк.
У суперечці про універсалії концептуалісти, як і номіналісти, відкидаючи вчення реалізму, заперечували реальне існування загального незалежно від окремих речей, але на відміну від номіналістів визнавали існування в розумінні загальних понять, концептів як особливої форми пізнання дійсності.
Інакше кажучи, наші спільні ідеї проявляються з приводу приватного досвіду: наприклад, універсальне поняття справедливості може виникнути у нас при спогляданні якоїсь конкретної несправедливості, хоча сама ця ідея прихованим чином вже існувала в нашому розумі ще до цього досвіду.
Концептуалізм являє собою щось на кшталт синтезу емпіризму і раціоналізму.

## У мистецтві
Також концептуалізм можна розглядати, як інтернаціональний рух в мистецтві XX століття, Нереалізований в області пластичних мистецтв і в літературі. Концептуальні твори викликають певний дискомфорт у глядачів не стільки за рахунок незвичного або дратівливого зовнішнього вигляду, але головним чином за рахунок інших правил їх сприйняття, що порушують вкорінену звичку спілкування з мистецтвом. Вони не спираються на безпосереднє сприйняття, не кричать до емоційного співпереживання, заперечують традиційні естетичні оцінки.
Концептуалізм - напрямок, що об'єднує процес творчості і процес його дослідження. Згідно з цими установками твори концептуального мистецтва мають найнесподіваніший вигляд - фотографій, текстів, ксероксів, телеграм, цифр, графіків, схем, репродукцій, об'єктів, що не мають функціонального призначення, - і реалізуються як чистий художній жест, вільний від будь-якої пластичної форми .
Середовище, в якому демонструються твори концептуалізму або частиною якого вони є, - це вулиця, дорога, поле, ліс, гори, морське узбережжя та ін. . У багатьох концептуальних роботах використовуються природні матеріали в їх чистому вигляді – земля, хліб, сніг, трава, зола та попіл від багаття.
Картина, об'єкт, перфоманс, інсталяція - основні сфери реалізації концептуалізму. Абсурд, форми і слова, позбавлені сенсу. Мовчання, бездіяння, пустота простору - це ті форми, в яких концептуалісти намагаються звернути увагу на можливість існування в культурі просторів, вільних від ідеології. Тип концептуальної творчості підтверджує життя, існування людини. Твори концептуалізму часто представляють собою тільки жести або проєкти, що вказують лише на можливість виникнення мистецтва. Безцільна гра - важливий компонент концептуального мистецтва. Така гра просто активізує саме життя, підтверджує людське існування, тому що "мистецтво як ідея" виникає і існує тільки як продукт людського життя. 

### Гіперреалізм
Гіперреалізм (англ. hyperrealism) - напрям у малярстві та скульптурі, що виник в США і став подією у світовому образотворчому мистецтві 70-х років XX ст. Інша назва гіперреалізму - фотореалізм. Художники цього напряму імітували фото живописними засобами на полотні. Вони зображували світ сучасного міста: вітрини магазинів і ресторанів, станції метро і світлофори, житлові будівлі і перехожих на вулицях. При цьому особлива увага зверталася на блискучі, що відбивають світло поверхні: скло, пластик, полірування автомобілів і ін. . Гра відображень на таких поверхнях створює враження взаємопроникнення просторів. Метою гіперреалістів було зобразити світ не просто достовірно, а надреально. Для цього вони використовували механічні способи копіювання фотографій та збільшення їх до розмірів великого полотна (діапроекції і масштабну сітку). Фарбу, як правило, розпилювали аерографом, щоб зберегти всі особливості фотозображення, виключити прояв індивідуального почерку митця. Крім цього, відвідувачі виставок цього напрямку могли зустріти у залах людські фігури, виконані з сучасних полімерних матеріалів у натуральну величину, одягнені в готову сукню і розфарбовані таким чином, що вони абсолютно не відрізнялися від глядачів. Це викликало багато плутанини і шокувало людей. Фотореалізм поставив своїм завданням загострити наше сприйняття буденності, символізувати сучасне середовище, відобразити наш час у формах "технічних мистецтв", що широко поширилися саме в нашу епоху технічного прогресу. Фіксуючи і оголюючи сучасність, приховуючи авторські емоції, фотореалізм у своїх програмних роботах опинився на кордоні образотворчого мистецтва і трохи її не переступив, бо прагнув змагатися з самим життям.

### Гепенінг
Гепенінг (англ. happening - трапляється, що відбувається) - різновид акціонізму, найбільш поширеного в авангардистському мистецтві 60-70-х років. Хепенінг розвивається як подія, швидше за спровоковане, ніж організоване, проте ініціатори дії обов'язково залучають до нього і глядачів. Гепенінг виник наприкінці 50-х років як форма театру. Надалі організацією гепенінгу найчастіше займались безпосередньо в міському середовищі або на природі. Цю форму розглядають як рід рухомих творів, в якому довкілля, предмети відіграють не меншу роль, ніж живі учасники акції. Дія гепенінгу провокує свободу кожного учасника і маніпуляцію предметами. Всі дії розвиваються за заздал егідь наміченою програмою, в якій, проте, велике значення відводиться імпровізації, що дає вихід різним несвідомим бажанням. Гепенінг може включати елементи гумору і фольклору. У гепенінгу яскраво виразилося прагнення авангардизму до злиття мистецтва з перебігом самого життя.

### Інсталяція
Інсталяція (від англ. Installation - установка) - просторова композиція, створена художником з різних елементів - побутових предметів, промислових виробів та матеріалів, природних об'єктів, текстової чи візуальної інформації. Основоположниками інсталяції були дадаїсти М. Дюшан і сюрреалісти. Створюючи незвичайні поєднання звичайних речей, художник надає їм новий символічний сенс. Естетичний зміст інсталяції в грі смислових значень, які змінюються в залежності від того, де знаходиться предмет - у звичному побутовому оточенні або у виставковому залі.
Інсталяцію створювали багато художників авангарду Р. Раушенберг, Д. Дайн, Г. Юккера, І. Кабаков.

### Оп-арт
Оп-арт (англ. ор art, від optical art - оптичне мистецтво) - напрям у мистецтві XX ст.,  отримав широкого поширення в 1960-х роках. Художники оп-арту використовували різні зорові ілюзії, спираючись на особливості сприйняття плоских і просторових фігур. Ефекти просторового переміщення, злиття, ширяння форм досягалися введенням ритмічних повторів, різких колірних і тональних контрастів, перетину спіралеподібних і градаційних конфігурацій, ліній, які звиваються. В оп-арті часто застосовувалися установки мінливого світу, динамічні конструкції (див. кінетичне мистецтво). Ілюзії струмливого руху, послідовної зміни образів, нестійкою, безперервно перебудовується форми виникають в оп-арті тільки у відчутті глядача. Напрямок продовжує технічну лінію модернізму.

### Перфоманс
Перформанс, перфоманс (англ. performance - виступ, виконання, гра, подання) - форма сучасного мистецтва, один з різновидів акціонізму, що входить до концептуалізму 1960-х років. Перформанс - коротке вистава, виконана одним або декількома учасниками перед публікою художньої галереї чи музею. Акції перформансу заздалегідь плануються і проходять за деякою програмою. Можлива організація і проведення таких акцій на відкритому повітрі - пейзажний перформанс. Корінна відмінність перформансу від театру полягає саме в тому, що виконавець або учасник мистецької акції здійснює абсолютно реальні дії, які нічого, крім них самих, не зображують. Причому на противагу хепенінгу з його імпровізаційністю і спонтанністю перформанс здійснюється групою осіб за попередньою змовою, і основний сенс його знову ж таки не в ньому самому, а в просторі глибоко індивідуальних, естетичних і подієвих переживань очевидців і співучасників. Якісним параметром перформансу є "чистота", тобто свобода від прямих і близьких асоціацій, демонстративна елементарність сюжету і образотворчих засобів. Перморманс на відміну від живопису не вимагає спеціальної підготовки для адекватного сприйняття, навіть навпаки, він припускає відмову від звичних очікувань і підходів до нього як твору мистецтва. Найбільш правильною тут виявиться незацікавлена оцінка випадкового перехожого, який сприйняв побачене як звичайне життєве враження, дивний випадок, не встиг стати на позицію споживача естетичних цінностей і втратити самостійність судження і незатьмареність почуття.
Перформанс в найбільш загостреній формі демонструє орієнтацію концептуалізму на свідомість, не мутне ідеологією та стереотипами. Як правило, концептуальний перформанс працює з чисто абстрактними категоріями: часом, простором, людським тілом у просторі, позицією споглядання, відстанню, тривалістю і т.д. Перформанс умовно можна назвати театром візуальних мистецтв, оскільки в нього включаються елементи пантоміми, танцю, музики, поезії, відео, кіно.